# Hemidactylus arnoldi
Hemidactylus arnoldi es una especie de gecos de la familia Gekkonidae.

## Distribución geográfica yhábitat
Es endémica del norte de Somalia. Su rango altitudinal oscila alrededor de 457 m s. n. m..